# Honoré de Crémont
Pour les articles homonymes, voir Crémont.
Cyr Honoré François de Crémont, né en 1731 à Versailles, où il est mort le 19 juillet 1800, fut ordonnateur de l'île Bourbon, l'actuelle île de La Réunion, de 1764 à 1784.
D'abord écrivain du roi dans l'escadre du comte Anne Antoine d'Aché en route pour les Indes, il atteignit cette petite colonie française dans l'océan Indien après être passé par l'île de France, l'actuelle île Maurice, où il fut commissaire de la marine puis premier conseiller au sein du conseil supérieur. De là, il passa sur l'autre grande île de l'archipel des Mascareignes, où il fut également le premier conseiller du conseil supérieur.
Il y prit part à plusieurs expéditions sur le volcan actif, le piton de la Fournaise, et fut ainsi à l'origine de la découverte par des esclaves au cours de l'une d'entre elles du passage de montagne appelé pas de Bellecombe, toujours utilisé de nos jours. Pour le reste, il s'illustra par une ambitieuse politique d'aménagement qui modifia en profondeur l'organisation de plusieurs villes de la colonie, notamment de la principale, Saint-Denis.

## Biographie

### Fonctions officielles
Né en 1731, Honoré de Crémont sert comme écrivain du roi Louis XV dans l'escadre du comte Anne Antoine d'Aché, sur l'Illustre, commandé par Jacques de Ruis ; escadre chargée en 1757 de soutenir le gouverneur Thomas Arthur de Lally-Tollendal aux Indes. Alors que la normale est alors de quatre à six mois, l'expédition en met sept pour arriver à l'île de France, l'actuelle île Maurice. Il rentre en France sur un bateau de la Compagnie des Indes qui est capturé par les Anglais au travers des Açores. Il est déposé à Lisbonne.
Là, Honoré de Crémont devient en 1766 commissaire de la marine de Maurice puis premier conseiller au sein des conseils supérieurs de cette île et de Bourbon, aujourd'hui l'île de La Réunion.[réf. nécessaire]

### Explorations
C'est au titre de ses fonctions qu'Honoré de Crémont participe en octobre 1768 à l'expédition sur le piton de la Fournaise au cours de laquelle est découverte grâce à lui le Pas de Bellecombe, passage dans le rempart de Bellecombe qui permet de descendre dans la dernière caldeira formée par ce volcan actif. Ainsi, si l'on en croit ce qu'écrit Jean-Baptiste Bory de Saint-Vincent a posteriori dans son Voyage dans les quatre principales îles des mers d'Afrique, paru en 1804, il se montre alors plus déterminé que le gouverneur Guillaume Léonard de Bellecombe, qui rebrousse chemin en découvrant l'Enclos Fouqué après deux jours de marche. Pour maintenir le moral des hommes, il promet six pièces de toile bleue aux Noirs qui trouveraient un passage dans le rempart, et celui-ci est identifié peu après.[réf. nécessaire]
Il gravit alors le cône principal du volcan au prix d'un effort excessif qui le fatigue et l'assoiffe. Faute d'eau, il boit tout le rhum qui restait dans son flacon et ne peut plus se soutenir. Il est alors chargé sur les épaules d'un autre homme qui le ramène à la Plaine des Sables aidé d'un esclave. Ils manquent de se tuer à plusieurs reprises.[réf. nécessaire]
Quelques mois plus tard, Honoré de Crémont participe à la première équipée véritablement scientifique qui part du Baril, dans l'actuelle commune de Saint-Philippe. À la même période, il est l'hôte de Jacques-Henri Bernardin de Saint-Pierre au cours du séjour de celui-ci à Bourbon. Il restera son ami jusqu'à la fin de sa vie.
Il meurt vers 1800.

## Réalisations

### Hors de Saint-Denis
En tant qu'ordonnateur, Honoré de Crémont s'illustre par les travaux de voirie, d'adduction d'eau et d'assainissement qu'il initie et accompagne en même temps qu'il soutient le développement agricole par ailleurs.[réf. nécessaire]
En 1769, il fait construire à Saint-Paul une chaussée le long de laquelle s'élèvent les premières grandes bâtisses de la ville. Plus au nord, il fait entreprendre le pavage de la voie aujourd'hui appelée chemin des Anglais, ou chemin Crémont. L'opération est terminée en 1775.

### À Saint-Denis

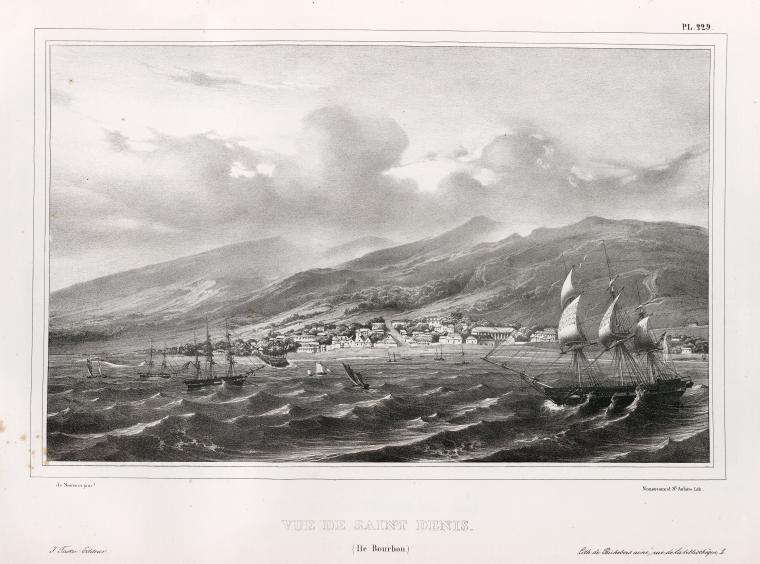
Saint-Denis une trentaine d'années après 1800, année supposée de la mort d'Honoré de Crémont.

Reste que c'est surtout la réorganisation du schéma urbain de Saint-Denis qui accapare le plus l'attention d'Honoré de Crémont. Ainsi, il embellit les rues et tente d'organiser la distribution de l'eau du chef-lieu. Ce faisant, il se heurte cependant au caractère anarchique du développement des quartiers populaires à la démographie croissante et décide donc de fixer de nouvelles limites à la ville. Pour ce faire, il charge le chevalier Gustave Banks de dresser un plan de la capitale en 1774. Celui-ci sera validé par le tribunal le 14 mai 1777.
Saint-Denis y est délimitée  :
- Par la rue de l'Embarcadère, aujourd'hui rue de Nice, au nord.
- Par les terrains des héritiers Pitou à l'est.
- Par le rempart aujourd'hui parcouru par le boulevard Lacaussade à l'ouest.
- Par la rue Dauphine, désormais appelée rue du Général-de-Gaulle, au sud. Elle prend naissance à Champ-Fleuri pour se terminer au sommet des rampes Ozoux[9].

En 1777, suivant ce plan, Honoré de Crémont fait tracer cinq nouvelles rues dans cette ville et leur attribue toutes un nom de saint - parmi elles, la rue Sainte-Anne et la rue Sainte-Marie. En outre, il fait construire un marché à Saint-Denis à l'angle de l'actuelle rue Jean-Chatel et de la rue de l'Église. 
Il est par ailleurs à l'origine du transfert de l'actuel Jardin de l'État du fond de la rivière Saint-Denis au quartier de La Source, un transfert qui s'imposait en raison des conditions climatiques favorables. On sait qu'il tenta de créer un autre jardin public avoisinant mais qu'il n'y parvint jamais. En tout cas, il fait planter des manguiers le long de la rue Royale, l'actuelle rue de Paris.
En parallèle, il lui aura fallu plusieurs années pour faire construire le canal de La Source, la première canalisation de Saint-Denis. Elle est terminée en 1772.

## Postérité
Une rue de Saint-Denis porte le nom d'Honoré de Crémont actuellement.